# Serenity (nome)
Serenity  è un nome proprio di persona inglese femminile.

## Origine e diffusione
Nome inglese moderno, che deriva dal sostantivo inglese serenity il cui significato è "serenità", "tranquillità"; la radice, ossia il latino serenus ("sereno"), è la stessa del nome italiano Serena.
Per semantica è analogo ai nomi Sakina e Shanti.

## Onomastico
Essendo un nome adespota, l'onomastico si può festeggiare il 1º novembre, in occasione di Ognissanti.

## Il nome nelle arti
- Nell'anime Sailor Moon, la protagonista è la reincarnazione della principessa Serenity, figlia dell'omonima regina Serenity, ribattezzata "Selene" nell'adattamento italiano (un omaggio alla dea greca della luna).